# Legislator
Legislator – funkcjonariusz publiczny wykwalifikowany do zapewniania organom władzy publicznej fachowego wsparcia w procesie stanowienia prawa.
W Polsce legislator nie jest zawodem zaufania publicznego posiadającym samorząd zawodowy, a raczej rodzajem niejednolicie nazywanych stanowisk w administracji publicznej, dostępnych dla absolwentów studiów prawniczych będących funkcjonariuszem służb państwowych, żołnierzem zawodowym lub urzędnikiem (pracownikiem urzędów państwowych, członkiem korpusu służby cywilnej albo pracownikiem samorządowym). Zatrudnia się również specjalistów po studiach administracyjnych, a także specjalistów merytorycznych obeznanych ze specyfiką zadań danego urzędu, którzy w ramach obowiązków zawodowych:
- opracowują projekty aktów prawnych dla jednostek zatrudniających (szczególnie Sejm, Senat, urzędy centralne, wojewodowie, organy samorządu terytorialnego, ministerstwa, Rada Ministrów, Rządowe Centrum Legislacji),
- sporządzają opinie na temat aktów prawnych oraz ich zgodności z obowiązującym prawem miejscowym, krajowym i europejskim oraz orzecznictwem i doktryną,
- redagują i ujednolicają teksty aktów prawnych.

Organizacją społeczną zrzeszającą zawodowych legislatorów jest Polskie Towarzystwo Legislacji.
Legislatorzy mogą podnosić swoje kwalifikacje na studiach podyplomowych oferowanych w szczególności przez Uniwersytet Warszawski, Uczelnię Łazarskiego oraz Uniwersytet Marii Curie-Skłodowskiej. Członek korpusu służby cywilnej, który ukończył studia prawnicze, może być skierowany do odbycia 12-miesięcznej aplikacji legislacyjnej prowadzonej przez Rządowe Centrum Legislacji.
| Urząd                                                                                 | Stanowisko                                    | Wykształcenie                                                                                               | Doświadczenie | Dodatkowe wymagania                                                | Uwagi                                         | Źródło |
| ------------------------------------------------------------------------------------- | --------------------------------------------- | --- | --- | ------------------------------------------------------------------ | --------------------------------------------- | ------ |
| Kancelaria Polskiej Akademii Nauk                                                     | główny specjalista ds. legislacji             | wyższe prawnicze                                                                                            | 7 lat doświadczenia zawodowego | aplikacja legislacyjna lub studia podyplomowe z zakresu legislacji | stanowisko samodzielne                        | [ 6 ]  |
| Centrala Instytutu Pamięci Narodowej                                                  | główny specjalista ds. legislacji             | wyższe prawnicze                                                                                            | 7 lat doświadczenia zawodowego | aplikacja legislacyjna lub studia podyplomowe z zakresu legislacji | stanowisko samodzielne                        | [ 6 ]  |
| Centralny Zarząd Służby Więziennej                                                    | główny specjalista ds. legislacji             | wyższe prawnicze                                                                                            | 7 lat doświadczenia zawodowego | aplikacja legislacyjna lub studia podyplomowe z zakresu legislacji | stanowisko samodzielne                        | [ 6 ]  |
| Biuro Krajowej Rady Radiofonii i Telewizji                                            | główny specjalista ds. legislacji             | wyższe prawnicze                                                                                            | 6 lat doświadczenia zawodowego | aplikacja legislacyjna lub studia podyplomowe z zakresu legislacji | stanowisko samodzielne                        | [ 7 ]  |
| Centrala Kasy Rolniczego Ubezpieczenia Społecznego                                    | legislator                                    | wyższe prawnicze                                                                                            | 6 lat doświadczenia zawodowego | aplikacja legislacyjna lub studia podyplomowe z zakresu legislacji | stanowisko samodzielne                        | [ 6 ]  |
| Kancelaria Prezydenta RP                                                              | główny specjalista ds. legislacji             | wyższe prawnicze                                                                                            | 5 lat doświadczenia zawodowego | aplikacja legislacyjna lub studia podyplomowe z zakresu legislacji | stanowisko samodzielne                        | [ 8 ]  |
| Kancelaria Prezesa Rady Ministrów (pracownicy nienależący do korpusu służby cywilnej) | główny legislator                             | wyższe prawnicze                                                                                            | 7 lat stażu pracy | –                                                                  | –                                             | [ 9 ]  |
| Kancelaria Prezesa Rady Ministrów (pracownicy nienależący do korpusu służby cywilnej) | starszy legislator                            | wyższe prawnicze                                                                                            | 6 lat stażu pracy | –                                                                  | –                                             | [ 9 ]  |
| Kancelaria Prezesa Rady Ministrów (pracownicy nienależący do korpusu służby cywilnej) | legislator                                    | wyższe prawnicze                                                                                            | 5 lata stażu pracy lub 2 lata stażu pracy i aplikacja legislacyjna | –                                                                  | –                                             | [ 9 ]  |
| Kancelaria Prezesa Rady Ministrów (pracownicy nienależący do korpusu służby cywilnej) | młodszy legislator                            | wyższe prawnicze                                                                                            | – | –                                                                  | –                                             | [ 9 ]  |
| Rządowe Centrum Legislacji (pracownicy nienależący do korpusu służby cywilnej)        | główny legislator                             | wyższe prawnicze                                                                                            | 4 lata pracy i aplikacja legislacyjna lub 5 lat pracy związanej z legislacją lub 6 lat pracy związanej ze stosowaniem prawa lub pracy jako nauczyciel akademicki na kierunku prawo   | –                                                                  | –                                             | [ 10 ] |
| Rządowe Centrum Legislacji (pracownicy nienależący do korpusu służby cywilnej)        | starszy legislator                            | wyższe prawnicze                                                                                            | 3 lata pracy i aplikacja legislacyjna lub 4 lata pracy związanej z legislacją lub 5 lat pracy związanej ze stosowaniem prawa lub pracy jako nauczyciel akademicki na kierunku prawo  | –                                                                  | –                                             | [ 10 ] |
| Rządowe Centrum Legislacji (pracownicy nienależący do korpusu służby cywilnej)        | legislator                                    | wyższe prawnicze                                                                                            | 2 lata pracy i aplikacja legislacyjna lub 3 lata pracy związanej z legislacją lub 4 lata pracy związanej ze stosowaniem prawa lub pracy jako nauczyciel akademicki na kierunku prawo | –                                                                  | –                                             | [ 10 ] |
| Rządowe Centrum Legislacji (pracownicy nienależący do korpusu służby cywilnej)        | młodszy legislator                            | wyższe prawnicze                                                                                            | – | –                                                                  | –                                             | [ 10 ] |
| Korpus Służby Cywilnej                                                                | główny specjalista do spraw legislacji        | wyższe prawnicze                                                                                            | 4 lata pracy związanej z opracowywaniem aktów prawnych lub aplikacja legislacyjna | –                                                                  | stanowisko samodzielne w służbie cywilnej     | [ 11 ] |
| Korpus Służby Cywilnej                                                                | główny specjalista                            | wyższe | – | –                                                                  | stanowisko samodzielne w służbie cywilnej     | [ 11 ] |
| Korpus Służby Cywilnej                                                                | starszy specjalista, specjalista, referendarz | wyższe | – | –                                                                  | stanowisko specjalistyczne w służbie cywilnej | [ 11 ] |
| Korpus Służby Cywilnej                                                                | referent prawny                               | wyższe prawnicze lub administracyjne                                                                        | – | –                                                                  | stanowisko specjalistyczne w służbie cywilnej | [ 11 ] |
| Korpus Służby Cywilnej                                                                | specjalista do spraw legislacji               | wyższe prawnicze                                                                                            | 2 lata pracy związanej z opracowywaniem aktów prawnych lub aplikacja legislacyjna | –                                                                  | stanowisko specjalistyczne w służbie cywilnej | [ 11 ] |
| Urzędy samorządowe                                                                    | główny specjalista do spraw legislacji        | wyższe o odpowiednim kierunku umożliwiającym wykonywanie zadań na stanowisku, stosownie do opisu stanowiska | 4 lata pracy związanej z opracowywaniem aktów prawnych lub aplikacja legislacyjna | –                                                                  | stanowisko urzędnicze                         | [ 12 ] |
| Urzędy samorządowe                                                                    | referent prawny                               | wyższe o odpowiednim kierunku umożliwiającym wykonywanie zadań na stanowisku, stosownie do opisu stanowiska | – | –                                                                  | stanowisko urzędnicze                         | [ 12 ] |

| Służba                                                                           | Kod    | Stanowisko | Korpus                                           | Grupa/stopień etatowy | Źródło |
| -------------------------------------------------------------------------------- | ------ | ---------- | ------------------------------------------------ | --------------------- | ------ |
| Siły Zbrojne Rzeczypospolitej Polskiej                                           | 46C 01 | legislator | korpus osobowy sprawiedliwości i obsługi prawnej | grupa oficerska       | [ 13 ] |
| Komenda Główna Straży Granicznej oraz Biuro Spraw Wewnętrznych Straży Granicznej | –      | legislator | –                                                | 15 / płk              | [ 14 ] |